# 앤디 킴 (정치인)
앤디 킴(영어: Andy Kim)으로도 불리는 앤드루 킴(영어: Andrew Kim, 1982년 7월 12일~)은 미국의 정치인, 외교관이다. 민주당 소속이며 대한민국에서는 한국어계 성씨 '킴(Kim)'의 어원을 반영한 앤디 김으로도 알려져 있다.

## 생애
부모가 모두 한국에서 태어난 한국계 이민자 2세 출신이며 미국 매사추세츠주 보스턴에서 태어났다. 유년 시절을 뉴저지에서 보냈으며, 딥 스프링스 대학에서 재학하다가 시카고 대학교로 편입하였고, 그곳에서 정치학 학사로 졸업하게 된다. 학부생 시절 미국 국제개발처에서 인턴으로 활동하였으며, 이후 로즈 장학금 장학생으로 선발되어 옥스포드 대학교에서 석사 학위를 취득하였다. 졸업 이후 미국 국무부에서 장관 보좌관으로 활동하였으며, 국가안전보장회의의 일원으로 활동하였다. 이후   2018년 미국 중간선거에서 뉴저지주 제3선거구에서 공화당 현직 하원의원인 톰 맥아더 후보를 이기고 당선되었다. 

## 의정 활동
2018년, 2020년, 그리고 2022년 총 3번 뉴저지주 제3선거구에서 당선되었으며, 득표율이 모두 과반을 넘게 당선되었다. 미국 하원에서 외교위원회 및 군사위원회에서 활동하였다. 또한 미국의 의원대표단으로 대만을 방문하기도 하였다.
도날드 트럼프 전 대통령이 주한미군 철수를 여러 번 거론하였을 때 반대 의사를 여러 번 표시하였다.
현 뉴저지주 상원의원인 로버트 메넨데즈가 뇌물 수수 의혹으로 무소속 출마를 선언한 가운데, 2024년 6월에는 다가오는 11월 중간 선거에서 상원 의원 출마를 선언하였다. 이후 치러진 미국 민주당 뉴저지주 후보 경선에서 81% 득표율로 후보로 선출되었다.
2024년 뉴저지주 상원 의원에 당선되면서 한국계 미국인 중 최초로 상원 의원이 되었다.

## 역대 선거 결과
| 선거명      | 직책명                      | 대수  | 정당   | 득표율 | 득표수      | 결과 | 당락                   |
| ----------- | --------------------------- | ----- | ------ | ------ | ----------- | ---- | ---------------------- |
| 2018년 선거 | 하원의원 (뉴저지 제3선거구) | 116대 | 민주당 | 50.01% | 153,473표   | 1위  | 뉴저지주 하원의원 당선 |
| 2020년 선거 | 하원의원 (뉴저지 제3선거구) | 117대 | 민주당 | 53.23% | 229,840표   | 1위  | 뉴저지주 하원의원 당선 |
| 2022년 선거 | 하원의원 (뉴저지 제3선거구) | 118대 | 민주당 | 55.46% | 150,498표   | 1위  | 뉴저지주 하원의원 당선 |
| 2024년 선거 | 상원의원 (뉴저지 제1부)     | 119대 | 민주당 | 53.61% | 2,161,491표 | 1위  | 뉴저지주 상원의원 당선 |